# Roma Maxima
La Roma Maxima, anomenada Giro del Laci (en italià Giro del Lazio) des de la seva creació el 1933 i fins al 2008, és una cursa ciclista d'un sol dia que es disputa al Laci, Itàlia.
Creada el 1933, les quatre primeres edicions es disputaren per etapes. El 1937, 1941, 1959 i 1966 la cursa serví per determinar el vencedor del Campionat d'Itàlia en ruta, sent els vencedors Gino Bartali, Adolfo Leoni, Diego Ronchini i Michele Dancelli respectivament.
El 1938 la cursa no es disputà, però en algunes fonts hi ha confusió amb el Giro del Lazio/G.P. Guzzi, una altra cursa que es disputà aquell any. Durant els anys quaranta la cursa tingué diferents noms: Gran Premi Roma el 1940 i 1941 i Giro de les Quatre Províncies el 1945. El 1949 es disputaren dues edicions, una en línia, anomenada també Trofeu Coro Sport guanyada per Annibale Brasola, i una per etapes, vençuda per Luciano Frosini. L'any següent la cursa no es disputà.
El 1957 la cursa es disputà sota el format de contrarellotge individual de 116 km.
Després de quatre anys sense disputar-se la cursa, el 2013 la cursa es reinventà amb el nom de Roma Maxima.

## Palmarès
| Any           | Vencedor                 | Segon                    | Tercer                |
| ------------- | ------------------------ | ------------------------ | --------------------- |
| Giro del Laci |                          |                          |                       |
| 1933          | Giovanni Valetti         | Andrea Minasso           | Guglielmo Segato      |
| 1934          | Renato Scorticati        | Aladino Mealli           | Ambrogio Morelli      |
| 1935          | Giuseppe Martano         | Michele Benente          | Mario Cipriani        |
| 1936          | Rinaldo Gerini           | Enrico Mollo             | Mario Vicini          |
| 1937          | Gino Bartali             | Cesare del Cancia        | Olimpio Bizzi         |
| 1938          | No disputada             |                          |                       |
| 1939          | Mario Vicini             | Giordano Cottur          | Pietro Rimoldi        |
| 1940          | Gino Bartali             | Mario Ricci              | Fausto Coppi          |
| 1941          | Adolfo Leoni             | Aldo Bini                | Cino Cinelli          |
| 1942          | Osvaldo Bailo            | Olimpio Bizzi            | Piero Chiappini       |
| 1943          | Quirino Toccaceli        | Elio Bertocchi           | Piero Chiappini       |
| 1944          | No disputada             |                          |                       |
| 1945          | Zaurino Guidi            | Fausto Coppi             | Luciano Maggini       |
| 1945          | Gino Bartali             | Mario Ricci              | Adolfo Leoni          |
| 1946          | No disputada             |                          |                       |
| 1947          | Michele Motta            | Giuliano Bresci          | Giordano Cottur       |
| 1948          | Pietro Giudici           | Giordano Tognarelli      | Luciano Cremonese     |
| 1949          | Annibale Brasola         | Luciano Maggini          | Luigi Casola          |
| 1949          | Luciano Frosini          | Bruno Pontisso           | Serafino Biagioni     |
| 1950          | No disputada             |                          |                       |
| 1951          | Fiorenzo Magni           | Rinaldo Moresco          | Giancarlo Astrua      |
| 1952          | Dante Rivola             | Arnaldo Faccioli         | Luciano Frosini       |
| 1953          | Giorgio Albani           | Michele Gismondi         | Vittorio Rossello     |
| 1954          | Angelo Conterno          | Arrigo Padovan           | Giancarlo Astrua      |
| 1955          | Loretto Petrucci         | Luciano Maggini          | Bruno Monti           |
| 1956          | Fiorenzo Magni           | Nino Defilippis          | Guido Boni            |
| 1957          | Ercole Baldini           | Alfredo Sabbadin         | Gastone Nencini       |
| 1958          | Nino Defilippis          | Sante Ranucci            | Diego Ronchini        |
| 1959          | Diego Ronchini           | Adriano Zamboni          | Angelo Conterno       |
| 1960          | Giuseppe Fallarini       | Vito Favero              | Nino Defilippis       |
| 1961          | Bruno Mealli             | Renzo Fontona            | Pierino Baffi         |
| 1962          | Nino Defilippis          | Diego Ronchini           | Guido Carlesi         |
| 1963          | Adriano Durante          | Walter Martin            | Silvano Ciampi        |
| 1964          | Bruno Mealli             | Marino Fontana           | Bruno Fantinato       |
| 1965          | Franco Bitossi           | Roberto Poggiali         | Franco Balmamion      |
| 1966          | Michele Dancelli         | Italo Zilioli            | Vito Taccone          |
| 1967          | Felice Gimondi           | Eraldo Bocci             | Ole Ritter            |
| 1968          | Giancarlo Polidori       | Franco Brodero           | Adriano Durante       |
| 1969          | Flaviano Vicentini       | Aldo Moser               | Marino Basso          |
| 1970          | Michele Dancelli         | Italo Zilioli            | Tomas Pettersson      |
| 1971          | Franco Mori              | Ole Ritter               | Tomas Pettersson      |
| 1972          | Martin van den Bossche   | Marcello Bergamo         | Tomas Pettersson      |
| 1973          | Giovanni Battaglin       | Giancarlo Polidori       | Alessio Antonini      |
| 1974          | Roberto Poggiali         | Franco Bitossi           | Bruce Biddle          |
| 1975          | Roger de Vlaeminck       | Giancarlo Polidori       | Roberto Poggiali      |
| 1976          | Roger de Vlaeminck       | Franco Bitossi           | Eddy Merckx           |
| 1977          | Francesco Moser          | Felice Gimondi           | Giuseppe Saronni      |
| 1978          | Francesco Moser          | Bernt Johansson          | Roger de Vlaeminck    |
| 1979          | Silvano Contini          | Knut Knudsen             | Pierino Gavazzi       |
| 1980          | Bernt Johansson          | Gianbattista Baronchelli | Giuseppe Saronni      |
| 1981          | Gianbattista Baronchelli | Emanuele Bombini         | Jean-Marie Wampers    |
| 1982          | Dag-Erik Pedersen        | Serge Demierre           | Alessandro Paganesi   |
| 1983          | Silvano Contini          | Francesco Moser          | Ludo Peeters          |
| 1984          | Francesco Moser          | Giovanni Mantovani       | Marino Amadori        |
| 1985          | Bruno Leali              | Kim Andersen             | Alberto Volpi         |
| 1986          | Urs Zimmermann           | Gianni Bugno             | Davide Cassani        |
| 1987          | Roberto Pagnin           | Bruno Leali              | Pierino Gavazzi       |
| 1988          | Charly Mottet            | Tony Rominger            | Steve Bauer           |
| 1989          | Charly Mottet            | Maximilian Sciandri      | Rolf Sorensen         |
| 1990          | Maurizio Fondriest       | Gilles Delion            | Davide Cassani        |
| 1991          | Andrea Tafi              | Laurent Dufaux           | Davide Cassani        |
| 1992          | Gianni Bugno             | Maurizio Fondriest       | Vladímir Pulnikov     |
| 1993          | Pascal Richard           | Giorgio Furlan           | Roberto Caruso        |
| 1994          | Maurizio Fondriest       | Maximilian Sciandri      | Angelo Lecchi         |
| 1995          | Pascal Richard           | Leonardo Piepoli         | Rolf Sorensen         |
| 1996          | Andrea Tafi              | Marco Fincato            | Andrea Ferrigato      |
| 1997          | Alessandro Baronti       | Luca Scinto              | Francesco Casagrande  |
| 1998          | Andrea Tafi              | Mirko Celestino          | Marco Fincato         |
| 1999          | Sergio Barbero           | Francesco Casagrande     | Dmitri Kónixev        |
| 2000          | Maximilian Sciandri      | Sergio Barbero           | Mirko Celestino       |
| 2001          | Massimo Donati           | Gianni Faresin           | Dmitri Kónixev        |
| 2002          | Paolo Bettini            | Davide Rebellin          | Cristian Gasperoni    |
| 2003          | Michele Bartoli          | Mirko Celestino          | Joan Antoni Flecha    |
| 2004          | Joan Antoni Flecha       | Gilberto Simoni          | Jan Ullrich           |
| 2005          | Filippo Pozzato          | Antonio Murilo Fisher    | Krzysztof Szczawinski |
| 2006          | Giuliano Figueras        | Damiano Cunego           | Emanuele Sella        |
| 2007          | Gabriele Bosisio         | Emanuele Sella           | Branislau Samòilau    |
| 2008          | Francesco Masciarelli    | Filippo Pozzato          | Danilo Di Luca        |
| 2009-12       | No disputada             |                          |                       |
| Roma Maxima   |                          |                          |                       |
| 2013          | Blel Kadri               | Filippo Pozzato          | Grega Bole            |
| 2014          | Alejandro Valverde       | Davide Apollonio         | Sonny Colbrelli       |